# Fable III
Fable III ist der dritte Teil der populären Videospielserie Fable. Das Spiel, das dem Genre Action-Rollenspiel zuzuordnen ist, wurde unter der Leitung von Peter Molyneux von den Lionhead Studios entwickelt und von Microsoft Game Studios veröffentlicht. Als Erstveröffentlichung am 29. Oktober 2010 für die Konsole Xbox 360 erschienen, folgte am 19. Mai 2011 eine Umsetzung für Microsoft Windows.

## Entwicklungsgeschichte

### Szenario und Unterschiede zum Vorgänger
Die Spielewelt ist nun an das frühe 19. Jahrhundert angelehnt. Die Zeit der Industriellen Revolution, mit Backsteinfabriken, Dampfmaschinen und hungernden Arbeitern, Uniformen und Waffen, die an die Napoleonik erinnern. Politische, sowie soziale Missstände jener Zeit werden aufgegriffen, und mit Elementen aus Fantasy und Steampunk vermischt. Aus der mittelalterlichen Welt des Erstlings wurde inzwischen eine industrialisierte Kloake, in der aschfahle Menschen dahinvegetieren. Ziel des Spieles ist es, einen tyrannischen Herrscher zu stürzen, um anschließend selbst über das Reich zu herrschen.
Im Vergleich zum Vorgänger Fable II fallen einige Änderungen ins Auge. Es gibt keine Bildschirmanzeigen mehr, und auch ein Inventar fehlt. Stattdessen weisen akustische und optische Signale auf den Zustand der Spielfigur hin. Zudem wurde die „Unterkunft“ erschaffen, welche man jederzeit auf Knopfdruck aufsuchen kann, und die nun dazu dient, den Helden auszurüsten, zu bekleiden oder den Status und diverse Optionen abzufragen. Das Spiel verzichtet auf für viele Rollenspiele typische Erfahrungspunkte und bietet dafür sogenannte „Gildensiegel“, die man für Aktionen und erfüllte Aufgaben erhält, und dann in einer Art Zwischenwelt in die Entwicklung des Helden investieren kann. Diese dient dazu, den symbolischen Weg zum Thron darzustellen. Bei Fable III fällt auch die äußerliche Entwicklung des Helden dezenter aus. War die Darstellung in den beiden Vorgängern noch comichaft-überzogen, etwa in der deutlichsten Ausprägung mit einem Heiligenschein bei einem guten Helden, oder Hörnern und rot glühenden Augen, bei einem bösen, so ist diese nun unauffälliger. Ein Halunke beispielsweise zeigt sich hier durch Blässe, heruntergezogene Mundwinkel und schwarze Augenringe „realistischer“ erkennbar.
Alle Waffen, die der Spieler führt, verändern sich je nach der Spielweise. Verschiedene Aktionen oder die Haltung des Helden spiegeln sich so in den Waffen wider und verändern deren Eigenschaften und das Erscheinungsbild. Das Ermorden Unschuldiger lässt beispielsweise einen Säbel vor Blut triefen, während eine Geschlechtskrankheit einer Pistole eine giftige Aura verleiht.
Die Interaktion mit anderen Figuren der Spielwelt fällt nun deutlich flotter und einfacher aus, wozu das neue „Dynamic Touch“-System dient. So lassen sich Emotionen und Gesten einfach ausführen sowie durch das Gedrückthalten des Knopfes leichter steigern und verstärken.
Der Spieler muss sich auch mit der Funktionsweise einer Gesellschaft auseinandersetzen, beispielsweise Kriminalität, Armut und Steuern. In Fable III werden die Entscheidungen des Spielers konsequent dargestellt. Wenn er etwa in einem Ort sehr hohe Steuern eintreibt, werden die Bewohner erkennbar ärmer, die Häuser baufällig und die Menschen auf den Straßen ihm gegenüber feindselig. Gibt man jeglichen Alkoholkonsum frei, sind die Menschen zunächst zwar zufrieden, doch hat das dann Streit- und Trunksucht einiger Bürger zur Folge. Verschiedene Enden der Handlung bietet das Spiel nicht, doch je nach der Spielweise und den gefällten Entscheidungen wird jeder Spieler die Welt in einem ganz eigenen Zustand zurücklassen.
Fable III besitzt wie sein Vorgänger einen kooperativen Modus, der deutlich verbessert wurde. So kann ein zweiter Spieler alle seine Gegenstände und seinen eigenen Hund mitbringen. Der zweite Spieler kann alles frei erkunden, ohne auf eine Kamera beschränkt zu sein. Einige Aufgaben eignen sich zum gemeinsamen Lösen, und es ist auch möglich, einen anderen Spieler zu heiraten und mit ihm/ihr Kinder zu zeugen oder zu adoptieren.
Zu Beginn des Spieles kann man erneut zwischen dem Geschlecht der Spielfigur wählen. Spielerische Unterschiede ergeben sich aus dieser Wahl jedoch nicht. Es ändern sich die Anrede sowie die Reaktionen und sexuellen Präferenzen einiger Figuren. Befindet sich noch ein Spielstand des Vorgängers auf der Festplatte, richtet sich das Geschlecht des ehemaligen Königs/Vaters, oder der Königin/Mutter auch nach diesem.

### Intentionen und Hintergründe
Fable III wurde von Peter Molyneux erstmals auf der Gamescom 2009 in Köln angekündigt.
Josh Atkins, Senior Design Director bei den Microsoft Game Studios, äußerte sich zur Absicht und dem Konzept des Spieles:

„Was wirklich interessant an «Fable III» ist und anders als in den letzten zwei Spielen: Es hat viel mit dem richtigen Leben zu tun, wo das mit dem Gut und Böse nicht so einfach ist. Es gibt etliche Fragen, die jede Menge Graustufen haben. Das Leben ist doch genauso, wenn man Entscheidungen trifft, dann gibt es auch kein reines Schwarz oder Weiß. Deshalb versuchen wir, Graustufen hinzuzufügen, moralische  Fragen zu stellen, über die man wirklich nachdenken muss. Es geht uns darum, welche Auswirkungen manche Entscheidungen haben. «Bedeutet das Leben eines Einzelnen mehr als das Leben Vieler?» Das ist zum Beispiel eine Frage, und die wäre auch in der Realität interessant.“

Auch der Aspekt von der Moral wurde weiterentwickelt. Sind bei den beiden Vorgängerspielen und bei Spielen anderer Hersteller moralische Entscheidungen meist eher schlicht gehalten, legten die Entwickler nun darauf besonderes Augenmerk. Dazu Atkins weiter:

„Es geht uns darum, dass der Spieler etwas fühlt. Wir wollen, dass er emotionale Momente erlebt. Der Schlüssel ist, dem Spieler Fragen zu stellen, ihn zum Nachdenken bringen, wie er individuell zu etwas steht. Es gibt für uns aber noch eine andere Ebene, nämlich sicherzugehen, dass es bei den Fragen um mehr geht als um die Antworten «Ich bin gut» oder «Ich bin böse». Über dieses Stadium sind wir hinaus. «Fable III» hat eine Botschaft, die lautet: «Es ist hart, die Entscheidungsgewalt zu haben, es ist hart, ein Anführer zu sein.» Was passiert, wenn man Moral mit Verantwortung verbindet?“

## Handlung
Fable III spielt rund 50 Jahre nach Fable II. Albion ist inzwischen im Industriezeitalter angelangt. Nachdem der alte Monarch, der Protagonist des Vorgängerspieles, starb, ging die Krone und die Herrschaft über Albion in die Hände seines ältesten Sohnes Logan über. Logan, anfangs ein gütiger König, entwickelte sich jedoch in den letzten vier Jahren zu einem Tyrannen. Armut, Elend und Gewalt stehen nun an der Tagesordnung.
Als Spieler übernimmt man die Rolle des jüngeren Kindes, wahlweise Tochter oder Sohn. Zu Beginn des Spieles wird ein vermeintlicher Aufstand gewaltsam niedergeschlagen und die Rädelsführer verhaftet. Auch die Geliebte des Prinzen, Elise, steht nun unter dem Verdacht, eine Spionin zu sein. Nach Protesten des Prinzen überlässt Logan unter sadistischer Freude seinem jüngeren Bruder die Entscheidung über das Schicksal der Beschuldigten. Lässt er die Aufrührer hinrichten und verschont seine Freundin? Oder opfert er seine Liebste, um die Gruppe zu retten? Nach dieser harten und traumatischen Entscheidung wächst im jungen Prinzen der Wille zum Widerstand. Unterstützung findet er dabei zunächst nur in seinem Mentor Walter Beck, einem alten Weggefährten seines Vaters, dem die Wesenswandlung Logans zum grausamen Despoten schon länger ein Dorn im Auge ist, sowie dem loyalen Diener Jasper und seinem eigenen Hunde. Walter eröffnet dem Prinzen auch seine Heldenabstammung, da die Zeit nun reif sei. Einst waren Helden zahlreich, sind nun jedoch selten geworden im Reich.
Nun obliegt es dem Prinzen, Verbündete für eine Rebellion zu gewinnen. Zunächst versucht er sein Glück bei Vagabunden, die in den verschneiten Bergen im Osten Albions leben. Diese leiden unter Hunger, da Logan dem Volk die Jagd und Holzwirtschaft verboten hat. Zudem werden sie von einer Söldnerbande drangsaliert. Nach einigen Beweisen sagt Sabin, der misstrauische alte Anführer der Vagabunden, dem Helden seine Unterstützung zu. Danach geht die Reise in die abgelegene Stadt Brightwall, um die dortige Bevölkerung für sich und die eigene Sache zu gewinnen. Weitere Verbündete findet der Prinz in Major Swift und Ben Finn, von der königlichen Armee. Beide fühlen sich dem Volk verpflichtet und missbilligen den Despoten Logan. Sie führen mit ihrer Truppe in einem Fort einen verzweifelten Abwehrkampf gegen „Hohle Männer“, zombieähnliche Skelettkrieger, die aus ihren Gräbern steigen. Schließlich erreichen der Held und Walter Bowerstone, die große Hauptstadt des Reiches. Vor allem im verwahrlosten Industriegebiet, mit all seinen Fabriken, deren riesige Schlote den Himmel verdunkeln, zeigt sich das Elend der Bevölkerung. Kinderarbeit, Prostitution, Bettler und Kriminelle prägen das Straßenbild. Jeglicher Trotz wird dort sofort im Keim erstickt. Dafür zeigt sich vor allem der perverse, aber auch charismatische Großindustrielle Reaver verantwortlich, der sich für die wirtschaftlichen Belange Albions verantwortlich zeigt. Hier entsteht auch der erste Kontakt zum „Bowerstone Widerstand“, einer kleinen im Untergrund aktiven Rebellengruppierung. Die Anführerin Page hegt, vor allem aufgrund der adeligen Abstammung des Helden, zunächst große Vorbehalte. Die Aktivitäten dieser bleiben aber auch dem König nicht fremd, und so lässt er Major Swift von seinen eigenen Elitesoldaten öffentlich hinrichten, um ein Exempel zu statuieren. Vor seinem Tod hinterließ Swift eine Nachricht, dass im fernen Aurora, einer Wüstengegend außerhalb Albions tief im Süden, ebenfalls Verbündete zu finden seien. Dort lebt die Bevölkerung jedoch in Angst und Schrecken vor einem Wesen namens „Kriecher“, einem bösartigen Schattenwesen, das nachts Tod und Leid in die Stadt bringt. Der Prinz nimmt sich dieses Problems an und sorgt zunächst für Sicherheit in Aurora, worauf Kalin Bündnistreue zusagt. Doch nun zeigt sich das Ausmaß einer enormen Bedrohung. Der „Kriecher“ schwört seine Kräfte zu sammeln, um mit seinen Schattenwesen Albion zu überrennen und jegliches Leben auszulöschen. Kalin eröffnet dem Prinzen auch, dass dessen älterer Bruder Logan vor vier Jahren bereits Aurora besuchte und dem „Kriecher“, schwer verletzt, nur knapp mit dem Leben entkam.
Zurück in Albion beginnt nun die eigentliche Revolution. In der Altstadt von Bowerstone, die stark in Mitleidenschaft gezogen wird, beginnt der Kampf. Der Prinz, die gewonnenen Verbündeten, sowie königliche Truppen erstürmen das Schloss gegen Logans Elitegarde. Nach dem erfolgreichen Umsturz, mit der erzwungenen Abdankung Logans, wird der Held zum neuen König gekrönt. Logan, über dessen weiteres Schicksal zu entscheiden ist, nennt jedoch gute Gründe für sein unnachgiebiges Verhalten. Seit Jahren der bevorstehenden Gefahr aus Aurora bewusst, setzte er alles daran, die Arbeitsleistung des Volkes zu steigern, mit hohen Steuereinnahmen eine Verteidigungsarmee zu errichten, sowie die Disziplin aufrechtzuerhalten; alles zum Wohle Albions.
Nun als Herrscher, steht der Held vor der Wahl, seine gegebenen Versprechen zu halten, sowie als Gönner Beliebtheit beim Volke zu erlangen. Jedoch sind soziale und wohlwollende Entscheidungen durchaus kostspielig und die Gefahr aus Aurora besteht weiterhin. Daher ist der teure Aufbau einer schlagkräftigen Armee unerlässlich. Den Vagabunden die versprochene Heimat zusprechen oder nicht? Die Steuern erhöhen oder senken? Ein Waisenhaus errichten, oder lieber ein Bordell? Die Kinderarbeit beenden und Schulen einrichten oder die Unterdrückung ausbauen? Über diese und zahlreiche weitere Fragen hat der neue König nun zu entscheiden.
Nach einem Jahr erfolgt der Angriff auf Albion. Als der Held und seine Begleiter den „Kriecher“ stellen, ergreift dieser Besitz von Walter. Nach dem finalen Kampf ist der „Kriecher“ besiegt und Walter erliegt seinen Wunden. Je nachdem, wie schlagkräftig die aufgebaute Armee durch die angehäuften Reichtümer war, zeigt sich der Zustand des Landes. Konnten alle Bürger gerettet werden? Oder ist das Land nun völlig entvölkert?
Zuletzt entscheidet die Seherin Theresa über die Regentschaft des Helden. War er ein gütiger, wohlwollender Herrscher oder ein schlimmerer Tyrann als sein Bruder? Unter welchen Opfern wurden die Schattenwesen geschlagen?

## Synchronisation
Viel Lob erhielt die professionelle Sprachausgabe des Spieles. Im englischen Original wirken dabei auch bekannte Schauspieler wie John Cleese, Ben Kingsley, Michael Fassbender oder Simon Pegg mit. Oft ein negativer Kritikpunkt bei Videospielen, so gilt hier aber auch die deutsche Synchronfassung als hervorragend.  Diese entstand durch 4-Real Intermedia unter der Leitung von Michael Blay. Auch dabei waren professionelle Sprecher aus Film, Fernsehen und Werbung involviert. Die deutsche Kaufversion enthält nur die deutsche Sprachausgabe, jedoch kann die englische Fassung auf Wunsch kostenlos heruntergeladen werden.
| Charakter    | Englischer Sprecher | Deutscher Sprecher       |
| ------------ | ------------------- | ------------------------ |
| Held         | Louis Tamone        | Michael Deffert          |
| Heldin       | Rachel Atkins       | Claudia Urbschat-Mingues |
| Jasper       | John Cleese         | Steffen Wilhelm          |
| Walter Beck  | Bernard Hill        | Achim Barrenstein        |
| Reaver       | Stephen Fry         | Helmut Winkelmann        |
| Sabin        | Ben Kingsley        | Aart Veder               |
| Page         | Naomie Harris       | Luisa Brandsdörfer       |
| Elliot       | Nicholas Hoult      | Christian Oliveira       |
| Ben Finn     | Simon Pegg          | Michael-Che Koch         |
| Logan        | Michael Fassbender  | Dieter Gring             |
| Theresa      | Zoë Wanamaker       | Sabina Godec             |
| Major Swift  | Edward Hardwicke    | Michael Deckner          |
| Ransom Locke | David de Keyser     | Gordon Piedesack         |
| Saker        | Sean Pertwee        | Sascha Nathan            |

## Kritiken
Die Kritiken zu Fable III fielen durchweg sehr positiv aus. Besonderes Lob erhielten die Atmosphäre des Spieles, der orchestrale Soundtrack, komponiert von Russel Shaw, der an frühe Werke von Danny Elfman erinnert, die packende Handlung, sowie die fesselnde Inszenierung. Anlass zu negativer Kritik boten die, im Vergleich zum Vorgänger, nur geringfügig verbesserte Grafik, vereinzelte Bugs und stellenweise holprige Animationen.
Christian Neeb von der Zeitschrift GEE sieht das Spiel gar als gesellschaftskritisches Werk, das die Kapitalisierung und Verelendung behandelt. Er sieht es in der Tradition anderer englischer Werke zu diesem Thema, von Oliver Twist von Charles Dickens, über die Zerstörung der Umwelt im Herrn der Ringe, bis hin zum Film This is England. Neeb hebt hervor, dass das Spiel mit politischen Entscheidungen konfrontiert und hinterfragt. Er bezeichnet Fable III als „Traum von einem Rollenspiel und eine albtraumhaft gute Politiksimulation“.
In der M! Games lobt Redakteur Max Wildgruber, dass es Lionhead im Gegensatz zum Vorgänger gelingt, Albion dem Spieler richtig nahezubringen. Zudem erwähnt er die „atmosphärische Geschichte, mit liebenswerten Charakteren, die zwar comichaft aussehen, aber durch meisterhafte Schreib- und Sprechkunst zum Leben erwachen und selbstreflexive, nachdenkliche Momente“. Sein Fazit lautet: „Ein genial erzähltes Drama über Macht und Verantwortung.“

## Romane zu den Spielen
- Peter David: Fable: Der Orden der Balverine, Februar 2011, Panini Verlag, ISBN 978-3-8332-2238-2.
- Peter David: Fable: Blood Ties. Oktober 2011, Ace-Verlag, ISBN 978-1-937007-40-9 (englisch)
- Christie Golden: Fable: Edge of the World. August 2012, Del Rey-Verlag, ISBN 978-0-345-53937-3 (englisch)